# Henri Cazabat
Pas d'image ? Cliquez ici

a Compétitions nationales et continentales officielles uniquement.

Dernière mise à jour le 28 avril 2023.
Henri Cazabat, né le 25 juillet 1936 à Pau est un joueur de rugby à XV français. Homme d'un seul club, il a évolué toute sa carrière à la Section paloise au poste de troisième ligne.
Cazabat est champion de France en 1964. 
Cazabat devient ensuite co-entraîneur de la Section, en compagnie de Christian Malterre et Paul Bruel. Cazabat eut l'honneur de porter la flamme olympique à travers les rues de Pau en 1968, juste avant les Jeux olympiques d'hiver de 1968. 

## Carrière de joueur

### En club
Henri Cazabat rejoint la Section Paloise en 1952 et y restant fidèle pendant 44 ans, participant à tous les niveaux du club, de joueur à entraîneur
Il a été un capitaine emblématique et porteur de la flamme olympique en 1968.
- Section paloise[5]

## Palmarès

### Avec laSection paloise
- Championnat de France de première division :
  - Champion (1) : 1964
- Challenge Yves du Manoir :
  - Finaliste (1) : 1964